# Liste der Biografien/Pad
Liste der Biografien |
Portal Biografien |
Personensuche
# |
A |
B |
C |
D |
E |
F |
G |
H |
I |
J |
K |
L |
M |
N |
O |
P |
Q |
R |
S |
T |
U |
V |
W |
X |
Y |
Z |
?
 
Pa |
Pc |
Pe |
Pf |
Ph |
Pi |
Pj |
Pk |
Pl |
Pm |
Pn |
Po |
Pr |
Ps |
Pt |
Pu |
Pv |
Pw |
Py
 
Paa |
Pab |
Pac |
Pad |
Pae |
Paf |
Pag |
Pah |
Pai |
Paj |
Pak |
Pal |
Pam |
Pan |
Pao |
Pap |
Paq |
Par |
Pas |
Pat |
Pau |
Pav |
Paw |
Pax |
Pay |
Paz
Die Liste der Biografien führt alle Personen auf, die in der deutschsprachigen Wikipedia einen Artikel haben. Dieses ist eine Teilliste mit 216 Einträgen von Personen, deren Namen mit den Buchstaben „Pad“ beginnt.

## Pad

### Pada
- Padacké, Albert Pahimi (* 1966), tschadischer Politiker
- Padaiga, Žilvinas (* 1962), litauischer Politiker und Mediziner
- Padalecki, Genevieve (* 1981), US-amerikanische Schauspielerin
- Padalecki, Jared (* 1982), US-amerikanischer SchauspielerJared Padalecki (* 1982)

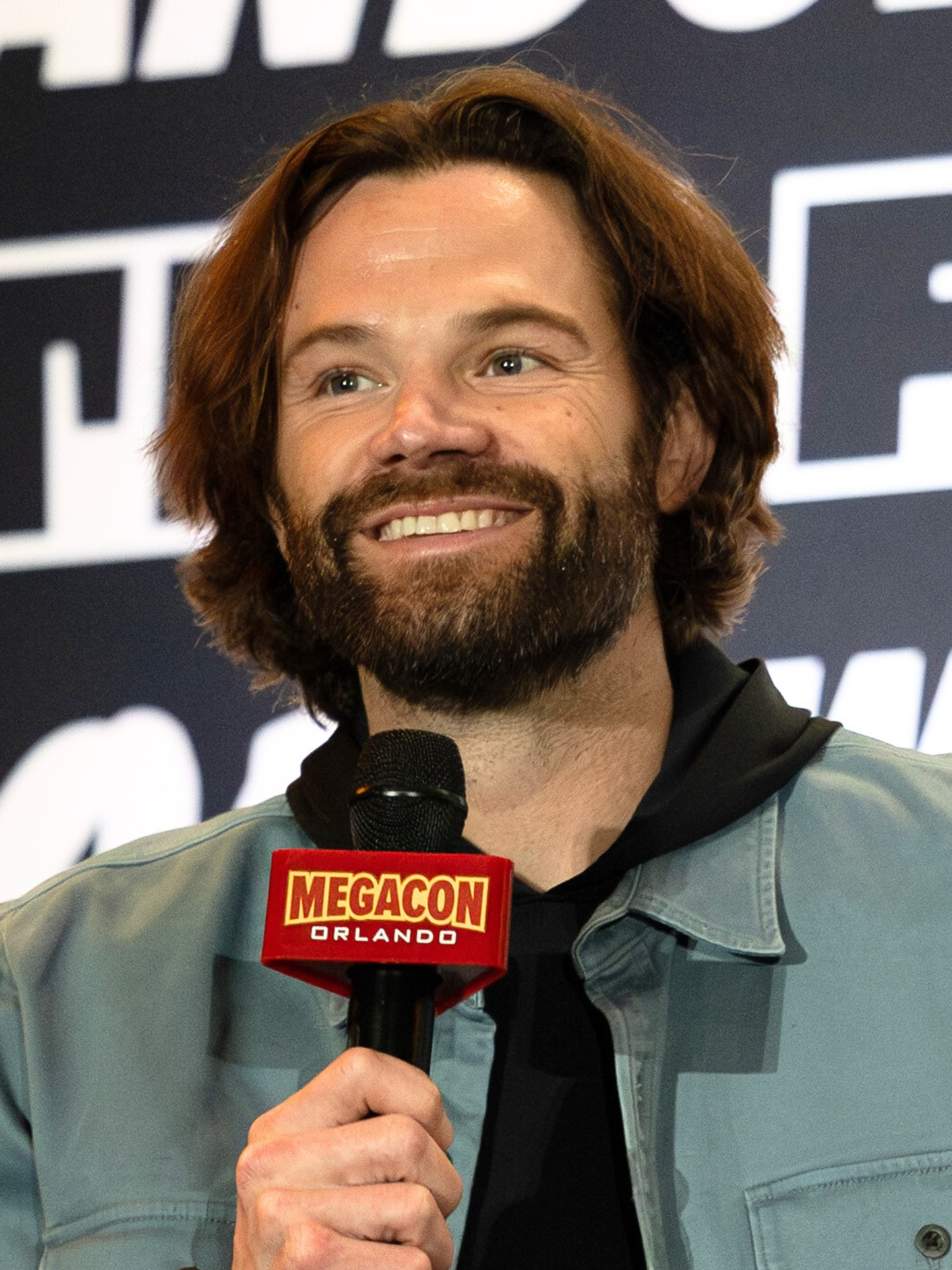
Jared Padalecki (* 1982)

- Padalewski, Erich (1930–2018), österreichischer Schauspieler
- Padalino, Marco (* 1983), Schweizer Fussballspieler
- Padalinskaja, Nastassja (* 1982), belarussische Marathonläuferin
- Padalka, Gennadi Iwanowitsch (* 1958), russischer Kosmonaut
- Padalka, Iwan (1894–1937), ukrainischer Maler
- Padamsee, Hasan (* 1945), US-amerikanischer Physiker
- Pádár, Anita (* 1979), ungarische Fußballspielerin
- Padar, Dogan (* 1988), türkischer Schauspieler
- Padar, Gerli (* 1979), estnische Sängerin
- Pádár, Ildikó (* 1970), ungarische Handballspielerin und -trainerin
- Padar, Ivari (* 1965), estnischer Politiker, Mitglied des Riigikogu, MdEP
- Padar, Martin (* 1979), estnischer Judoka
- Pádár, Nikolett (* 2006), ungarische Schwimmerin
- Padar, Tanel (* 1980), estnischer Sänger und Bandmitglied von The Sun
- Padaurek, Leopoldine (1898–1944), österreichische Metallarbeiterin und Widerstandskämpferin

### Padb
- Padberg, Alexander von (1832–1912), preußischer Regierungsrat und Autor
- Padberg, Carl von (1775–1829), deutscher Rittergutsbesitzer und Politiker
- Padberg, Eva (* 1980), deutsches Fotomodell und MannequinEva Padberg (* 1980)

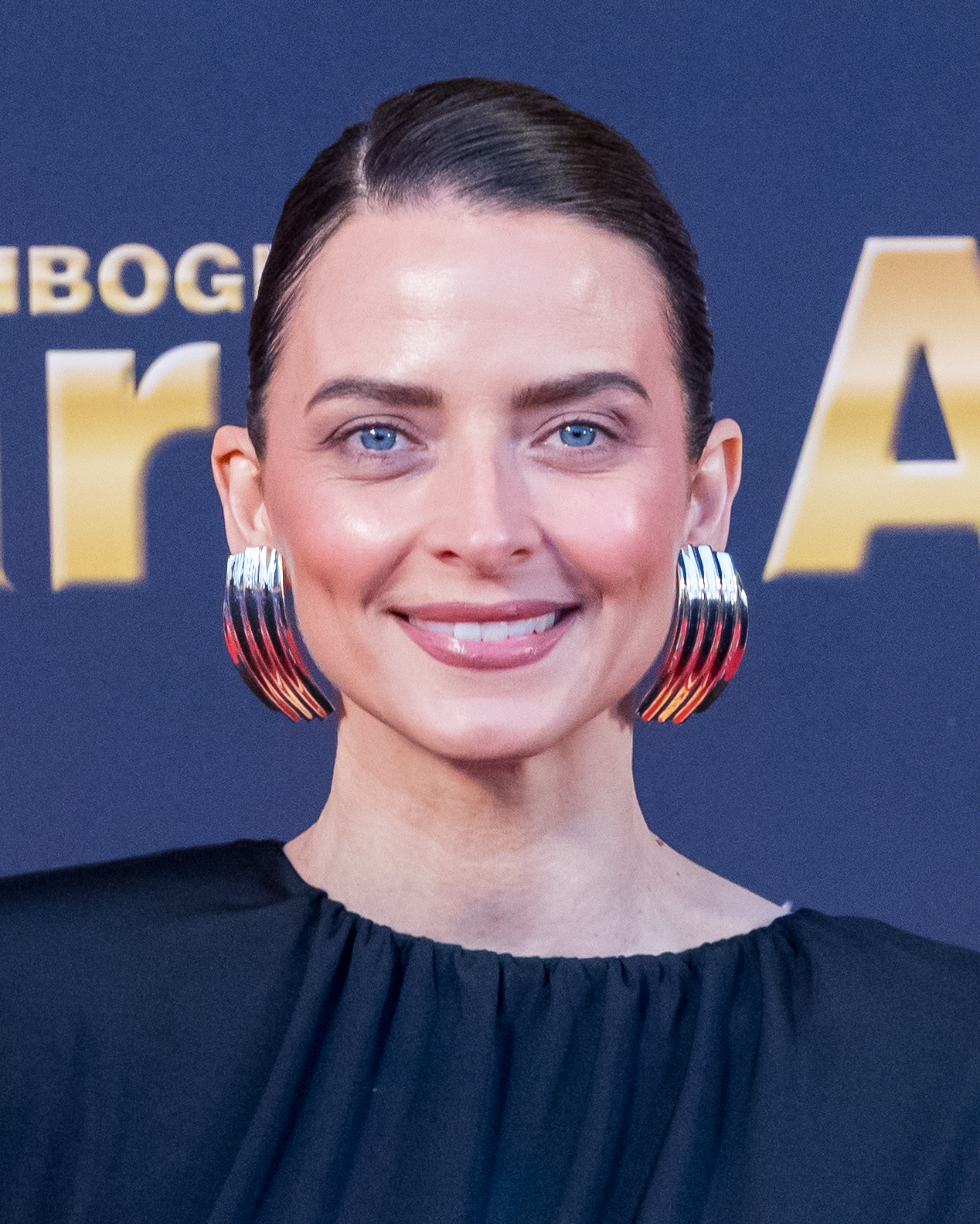
Eva Padberg (* 1980)

- Padberg, Gustav von (1837–1891), Hofmarschall in Coburg
- Padberg, Heinz (1931–2012), deutscher Ministerialbeamter und Staatssekretär in Brandenburg
- Padberg, Lutz von (* 1950), deutscher Historiker
- Padberg, Magdalena (1926–2019), deutsche Publizistin
- Padberg, Manfred (1941–2014), deutscher Mathematiker
- Padberg, Silvester (1906–1938), deutscher Ordensgeistlicher, Missionar und Märtyrer
- Padberg, Wilhelm (1908–1978), deutscher Politiker (CDU), MdA
- Padberg, Winfried (* 1954), deutscher Chirurg
- Padberg, Wolfgang (* 1910), deutscher Prähistoriker
- Padbury, Wendy (* 1947), britische Schauspielerin

### Padd
- Padden, Carol (* 1955), US-amerikanische Wissenschaftlerin, Autorin und Dozentin
- Padden, Maurice C. (1931–2015), US-amerikanischer Offizier, Generalmajor der US Air Force
- Padden, Sarah (1881–1967), britisch-US-amerikanische Schauspielerin
- Padder, Rameez Ahmad (* 1990), indischer Biathlet
- Paddick, Brian, Baron Paddick (* 1958), britischer Polizeioffizier und Politiker (Liberal Democrats)
- Padding, Martijn (* 1956), niederländischer Komponist
- Paddock, Algernon Sidney (1830–1897), US-amerikanischer Politiker und Senator
- Paddock, Cam (* 1983), kanadischer Eishockeyspieler
- Paddock, Charles (1900–1943), US-amerikanischer Leichtathlet
- Paddock, George A. (1885–1964), US-amerikanischer Politiker
- Paddock, John (* 1954), kanadischer Eishockeyspieler, -trainer und General Manager
- Paddock, Stephen (1953–2017), US-amerikanischer Massenmörder
- Paddon, Hayden (* 1987), neuseeländischer Rallyefahrer
- Paddy, William (1554–1634), britischer Hofarzt

### Pade
- Pade, Christian (* 1962), deutscher Schauspiel- und Opernregisseur
- Padé, Christiane (* 1975), deutsche Juristin und Richterin am Bundessozialgericht
- Pade, Else Marie (1924–2016), dänische Komponistin
- Padé, Henri (1863–1953), französischer Mathematiker
- Padeken, Hans-Gerd (* 1926), deutscher Chemiker
- Padel, Gerd H. (1921–2010), Schweizer Journalist
- Padel, Juri (* 1982), deutscher Schauspieler, Autor und RegisseurJuri Padel (* 1982)

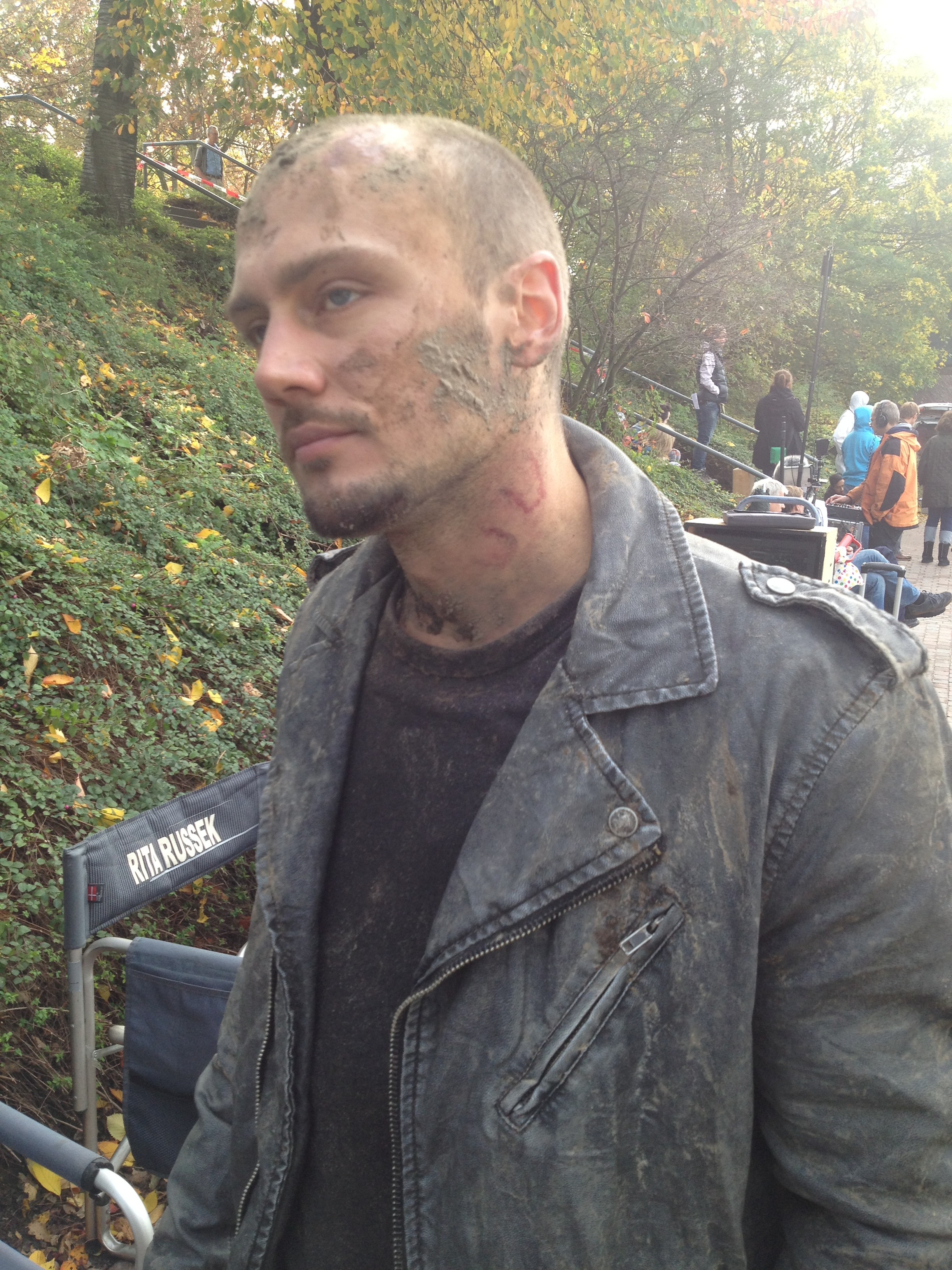
Juri Padel (* 1982)

- Padel, Ruth (* 1946), britische Dichterin
- Padelford, Seth (1807–1878), US-amerikanischer Politiker
- Padelli, Daniele (* 1985), italienischer Fußballtorhüter
- padeluun, deutscher Künstler und Netzaktivist
- Paden, John N. (* 1937), amerikanischer Politologe
- Pader, Constantin († 1681), deutscher Bildhauer und Baumeister
- Pader, Johann Anton (1711–1786), deutscher Stuckateur
- Paderanga, Cayetano Jr. (1948–2016), philippinischer Wirtschaftswissenschaftler, Manager, Hochschullehrer und Politiker
- Paderewski, Ignacy Jan (1860–1941), polnischer Musiker und PolitikerIgnacy Jan Paderewski (1860–1941)

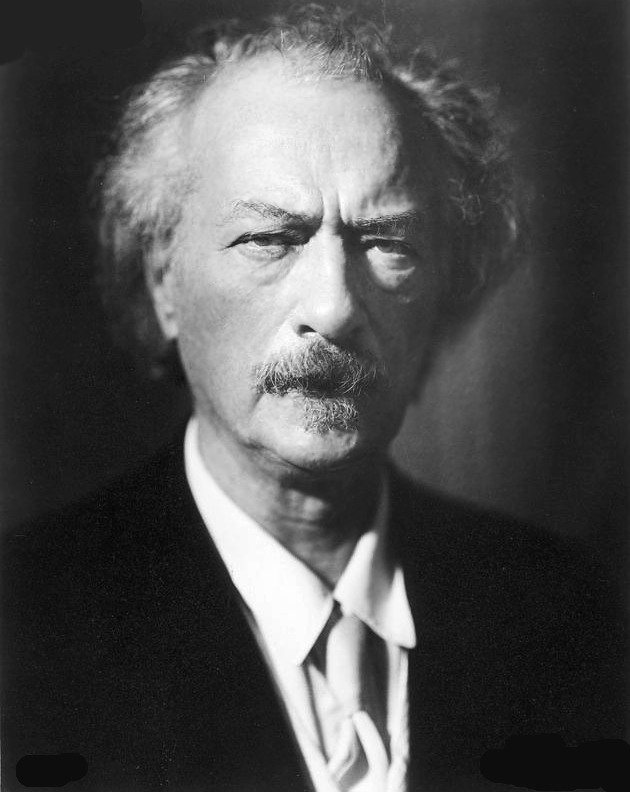
Ignacy Jan Paderewski (1860–1941)

- Paderewski, Maciej (1943–2010), polnischer Pianist und Musikpädagoge
- Paderina, Natalja Fjodorowna (* 1975), russische Pistolenschützin
- Padewski, Józef (1894–1951), polnischer Bischof
- Padewski, Nikola (1933–2023), bulgarischer Schachspieler
- Padewski, Stanisław (1932–2017), ukrainischer Ordensgeistlicher, römisch-katholischer Bischof von Charkiw-Saporischschja

### Padg
- Padge, Willi (1943–2023), deutscher Ruderer und Olympiasieger
- Padgett, Abigail (* 1942), US-amerikanische Autorin
- Padgett, J. Michael, US-amerikanischer Klassischer Archäologe
- Padgett, Laura J. (* 1958), US-amerikanische Künstlerin
- Padgett, Lemuel P. (1855–1922), US-amerikanischer Politiker
- Padgett, Ron (* 1942), US-amerikanischer Dichter
- Padgett, Walter (1867–1929), britischer Sportschütze
- Padgham, Hugh (* 1955), britischer Toningenieur und Musikproduzent

### Padi
- Padi, König von Ekron
- Padial, Luis (1832–1879), puerto-ricanischer Brigadier, Politiker und Abolitionist
- Padial, Victoria (* 1988), spanische Biathletin
- Padian, Kevin (* 1951), US-amerikanischer Paläontologe
- Padiaschaichi, altägyptischer Juwelier ptolemäischer Zeit
- Padilha, José (* 1967), brasilianischer Regisseur, Dokumentarfilmer und Produzent
- Padilha, Marcos Danilo (1985–2016), brasilianischer Fußballspieler
- Padilha, Sylvio (1909–2002), brasilianischer Leichtathlet
- Padilha, Tarcísio (1928–2021), brasilianischer Richter, Hochschullehrer und Philosoph
- Padilla Andaya junior, Prudencio (* 1959), philippinischer Ordensgeistlicher, römisch-katholischer Bischof von Cabanatuan
- Padilla Bidas, Natalia (* 2002), polnische Fußballspielerin
- Padilla Cardona, Felipe (* 1945), mexikanischer Geistlicher, emeritierter römisch-katholischer Bischof von Ciudad Obregón
- Padilla Chalco, Feliciano (1944–2022), peruanischer Dichter, Schriftsteller, Erziehungswissenschaftler und Literaturwissenschaftler
- Padilla Gálvez, Jesús (* 1959), spanischer PhilosophJesús Padilla Gálvez (* 1959)

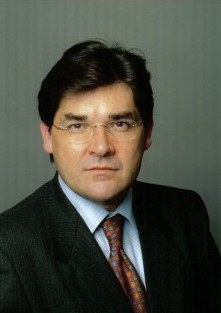
Jesús Padilla Gálvez (* 1959)

- Padilla Gutiérrez, Aarón (1942–2020), mexikanischer Fußballspieler
- Padilla Lozano, José Guadalupe (1920–2013), mexikanischer Geistlicher, römisch-katholischer Bischof von Veracruz
- Padilla Mota, Aarón (* 1977), mexikanischer Fußballspieler
- Padilla Peralta, Dan-el (* 1984), US-amerikanischer Klassischer Philologe
- Padilla Ramírez, Pablo (* 1907), mexikanischer Botschafter
- Padilla Sánchez, José (1889–1960), spanischer Komponist und Pianist
- Padilla y Ramos, Mariano (1842–1906), spanischer Opernsänger (Bariton)
- Padilla, Alex (* 1973), US-amerikanischer Politiker (Demokratische Partei)Alex Padilla (* 1973)

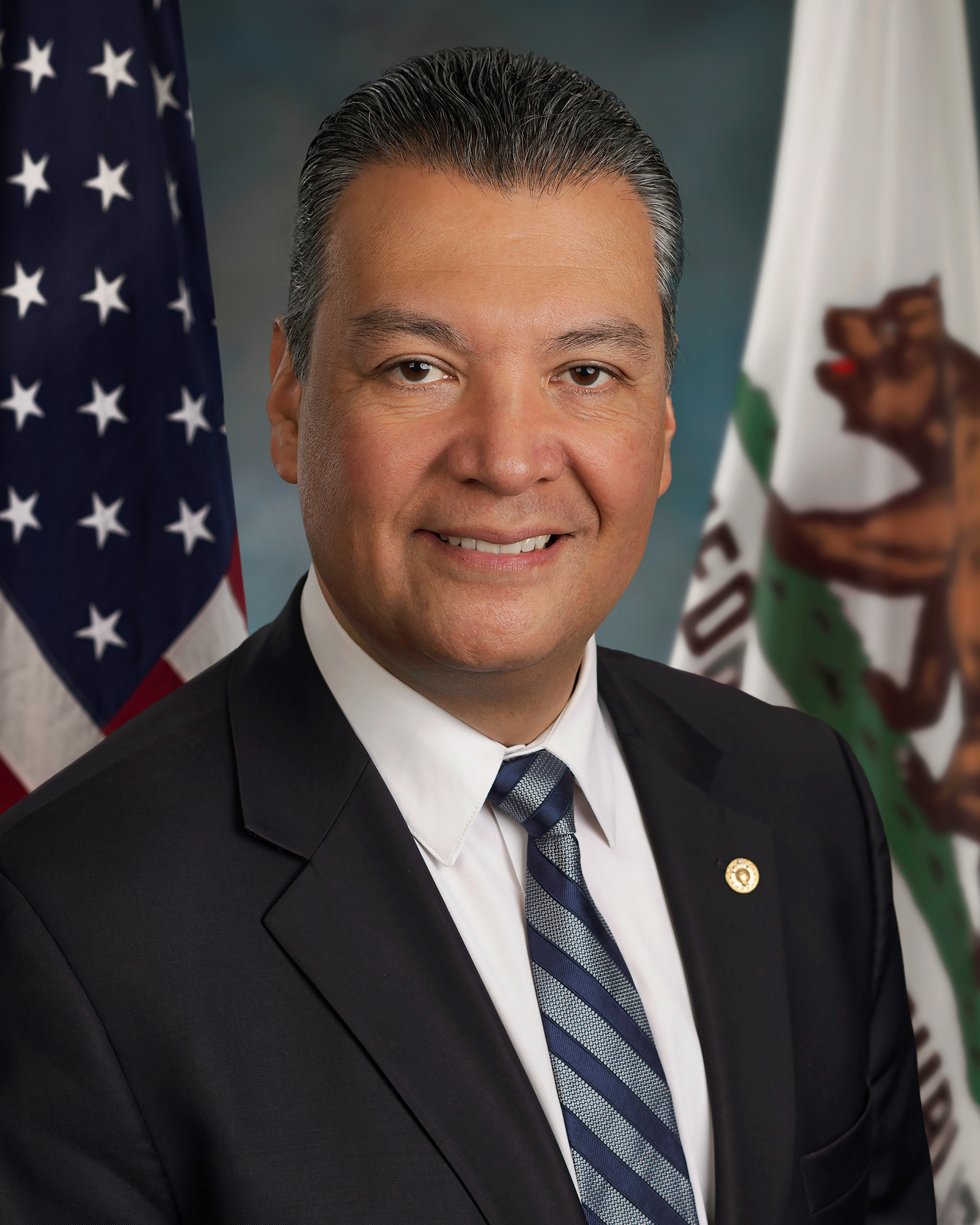
Alex Padilla (* 1973)

- Padilla, Ambrosio (1910–1996), philippinischer Hochschullehrer, Politiker und Basketballspieler
- Padilla, Anthony (* 1987), US-amerikanischer Videokünstler
- Padilla, Cornelio (1946–2013), philippinischer Radrennfahrer
- Padilla, Danny (* 1951), US-amerikanischer Bodybuilder
- Padilla, David (1927–2016), bolivianischer Militär und Staatspräsident
- Padilla, Doug (* 1956), US-amerikanischer Langstreckenläufer
- Padilla, Enrique (* 1890), argentinischer Polospieler
- Padilla, Faustino, mexikanischer Fußballspieler
- Padilla, Francisco (* 1993), mexikanischer Eishockeyspieler
- Padilla, Francisco Montecillo (* 1953), philippinischer Geistlicher, römisch-katholischer Erzbischof und Diplomat des Heiligen Stuhls
- Padilla, Frank J., US-amerikanischer Offizier, Generalmajor der US Air Force
- Padilla, Haydée (1936–2022), argentinische Schauspielerin
- Padilla, Heberto (1932–2000), kubanischer Schriftsteller
- Padilla, Ignacio (1968–2016), mexikanischer Schriftsteller
- Padilla, Jennifer (* 1990), kolumbianische Sprinterin
- Padilla, Jesús (* 1987), mexikanischer Fußballspieler
- Padilla, José (1955–2020), spanischer DJ und MusikerJosé Padilla (1955–2020)

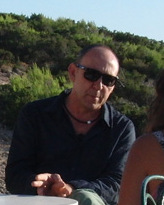
José Padilla (1955–2020)

- Padilla, José (* 1970), US-amerikanischer Terrorverdächtiger
- Padilla, Juan de († 1522), spanischer Kartäuser und Dichter
- Padilla, Juan de (1490–1521), Führer des erfolglosen Comuneros-Aufstand
- Padilla, Juan Román (1928–2018), spanischer Gitarrenbauer
- Padilla, Manuel, Jr. (1955–2008), US-amerikanischer Filmschauspieler
- Padilla, María de (1334–1361), kastilische Adlige und Mätresse von Peter I. dem Grausamen, König von Kastilien und León
- Padilla, Osvaldo (* 1942), philippinischer Geistlicher, emeritierter römisch-katholischer Erzbischof und Diplomat
- Padilla, Paz (* 1969), spanische Humoristin, Schauspielerin und Fernsehmoderatorin
- Padilla, Priscila (* 1999), mexikanische Fußballspielerin
- Padilla, René (1932–2021), ecuadorianischer evangelikaler Theologe und Autor
- Padilla, Ryan, US-amerikanischer Schauspieler und Filmproduzent
- Padilla, Tatjana (* 1990), US-amerikanische Ringerin
- Padilla, Wenceslao Selga (1949–2018), philippinischer Ordensgeistlicher und Bischof in der Mongolei
- Padilla, Yael (* 2005), mexikanischer Fußballspieler
- Padilla, Zack (* 1963), US-amerikanischer Boxer
- Padin, Andrei Wiktorowitsch (* 1969), russischer Biathlet
- Padín, Cândido Rubens (1915–2008), brasilianischer Geistlicher, Bischof von Bauru
- Paditz, Helga (* 1939), deutsche Gebrauchsgrafikerin und Illustratorin
- Padiyara, Antony (1921–2000), indischer Geistlicher, Großerzbischof von Ernakulam und Kardinal
- Padiyath, Thomas (* 1969), indischer syro-malabarischer Geistlicher, Weihbischof in Shamshabad

### Padl
- Padlewski, Roman (1915–1944), polnischer Komponist, Geiger, Pisanist, Musikwissenschaftler und -kritiker
- Padlewski, Zygmunt (1836–1863), polnischer Unabhängigkeitskämpfer

### Padm
- Padma, Choling (* 1951), chinesischer Politiker, Vorsitzender der Regierung des Autonomen Gebiets Tibet
- Padmanabhan, Martina (* 1969), deutsche Agrarsoziologin und Entwicklungsforscherin
- Padmanabhan, Thanu (1957–2021), indischer Astrophysiker
- Padmasambhava, tantrischer Meister
- Padmini (1932–2006), indische Schauspielerin und Bharatnatyam-Tänzerin
- Padmore, Andre (* 1982), barbadischer Badminton
- Padmore, George (1902–1959), afrokaribischer Publizist und Politiker
- Padmore, Mark (* 1961), britischer Tenor

### Pado
- Padoa, Alessandro (1868–1937), italienischer Logiker und Mathematiker
- Padoa-Schioppa, Tommaso (1940–2010), italienischer Ökonom und Politiker
- Padoan, Pier Carlo (* 1950), italienischer Ökonom und Finanzminister
- Padoin, Silvio (1930–2019), italienischer Geistlicher und römisch-katholischer Bischof von Pozzuoli
- Padoin, Simone (* 1984), italienischer Fußballspieler
- Padolskaja, Natallja (* 1982), belarussische Sängerin
- Padonou, Mahamane Jean (1954–2020), nigrischer Unternehmer und Politiker
- Padotzke, Laila (* 2004), deutsche Schauspielerin
- Padotzke, Lola Linnéa (* 2010), deutsche Filmschauspielerin
- Padotzke, Sebastian (* 1971), deutscher Keyboarder und Saxophonist der Band ReamonnSebastian Padotzke (* 1971)

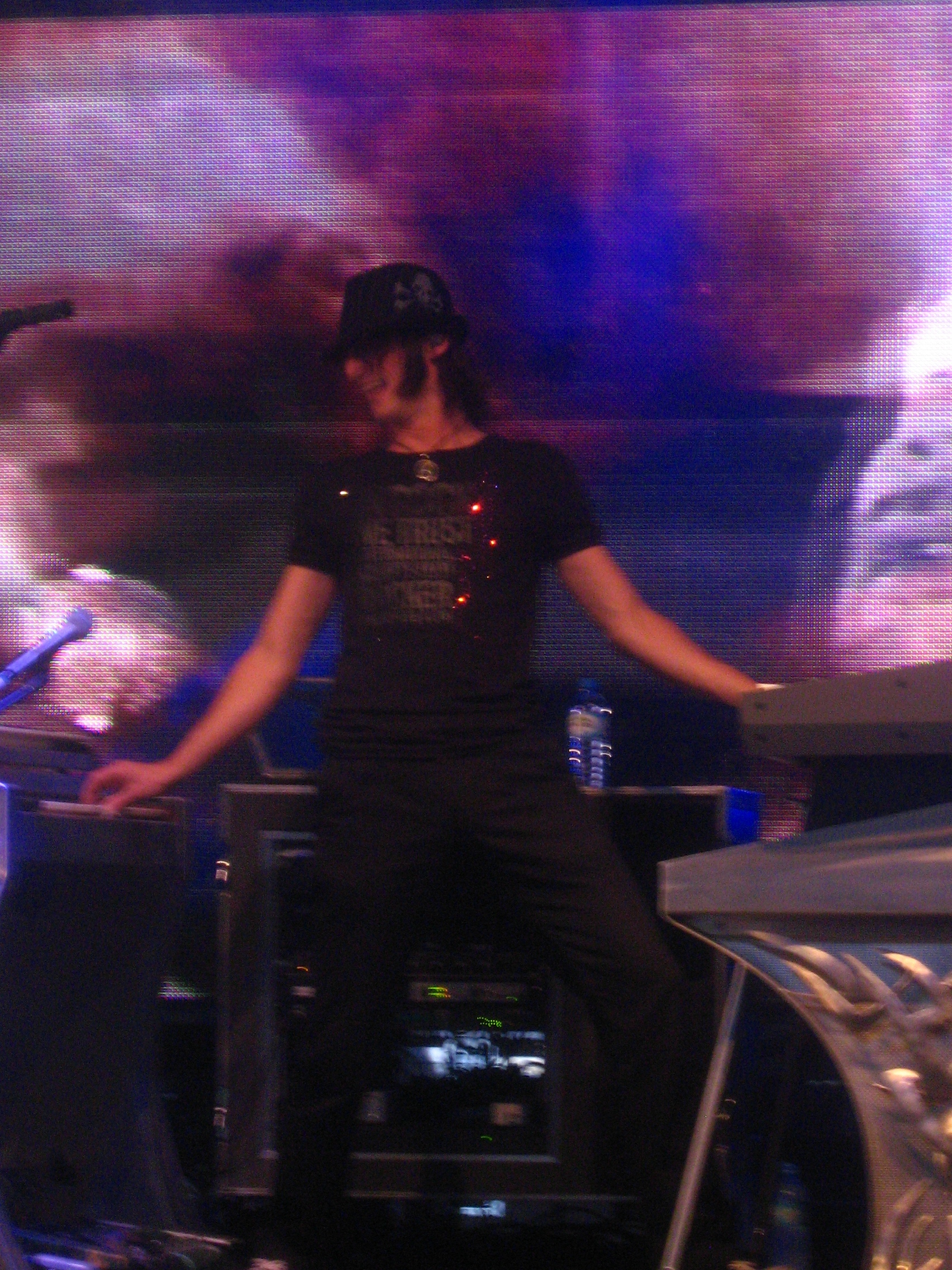
Sebastian Padotzke (* 1971)

- Padotzke, Susu (* 1976), deutsche Schauspielerin
- Padou, Henri (1928–1999), französischer Schwimmer und Wasserballspieler
- Padou, Henri senior (1898–1981), französischer Wasserballspieler und Schwimmer
- Paďour, František (* 1988), tschechischer Radrennfahrer
- Paďour, Jiří (1943–2015), tschechischer Ordensgeistlicher, Bischof von Budweis
- Padova, Thomas de (* 1965), deutscher Wissenschaftspublizist und Schriftsteller
- Padovan, Arigo (1927–2025), italienischer Radrennfahrer
- Padovani, Henry (* 1952), französischer Gitarrist und MusikproduzentHenry Padovani (* 1952)

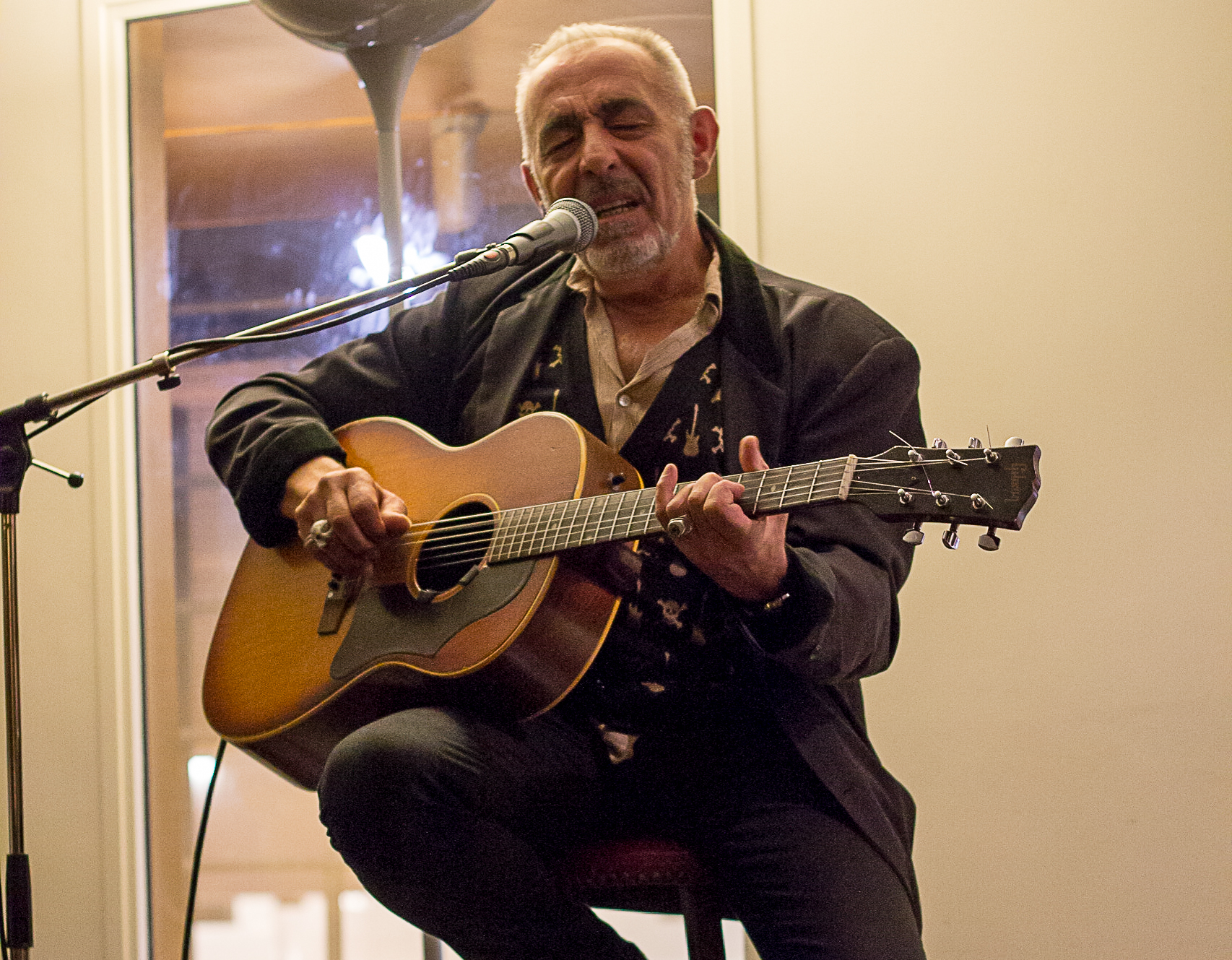
Henry Padovani (* 1952)

- Padovani, Jean-Marc (* 1956), französischer Jazz-Saxophonist und Komponist
- Padovani, Lea (1920–1991), italienische Schauspielerin
- Padovano, Annibale (1527–1575), italienischer Organist und Komponist
- Padovano, Anthony T. (* 1934), US-amerikanischer römisch-katholischer Theologe und Autor
- Padovano, Domenico (1940–2019), italienischer Geistlicher, römisch-katholischer Bischof von Conversano-Monopoli
- Padovano, Michele (* 1966), italienischer Fußballspieler
- Padovas, Domenikos (1817–1892), griechischer Komponist
- Padovec, Ivan (1800–1873), kroatischer Gitarrist, Komponist und Gitarrenlehrer
- Padover, Saul Kussiel (1905–1982), US-amerikanischer Historiker und Politikwissenschaftler
- Padovese, Luigi (1947–2010), italienischer Bischof und Apostolischer Vikar von AnatolienLuigi Padovese (1947–2010)

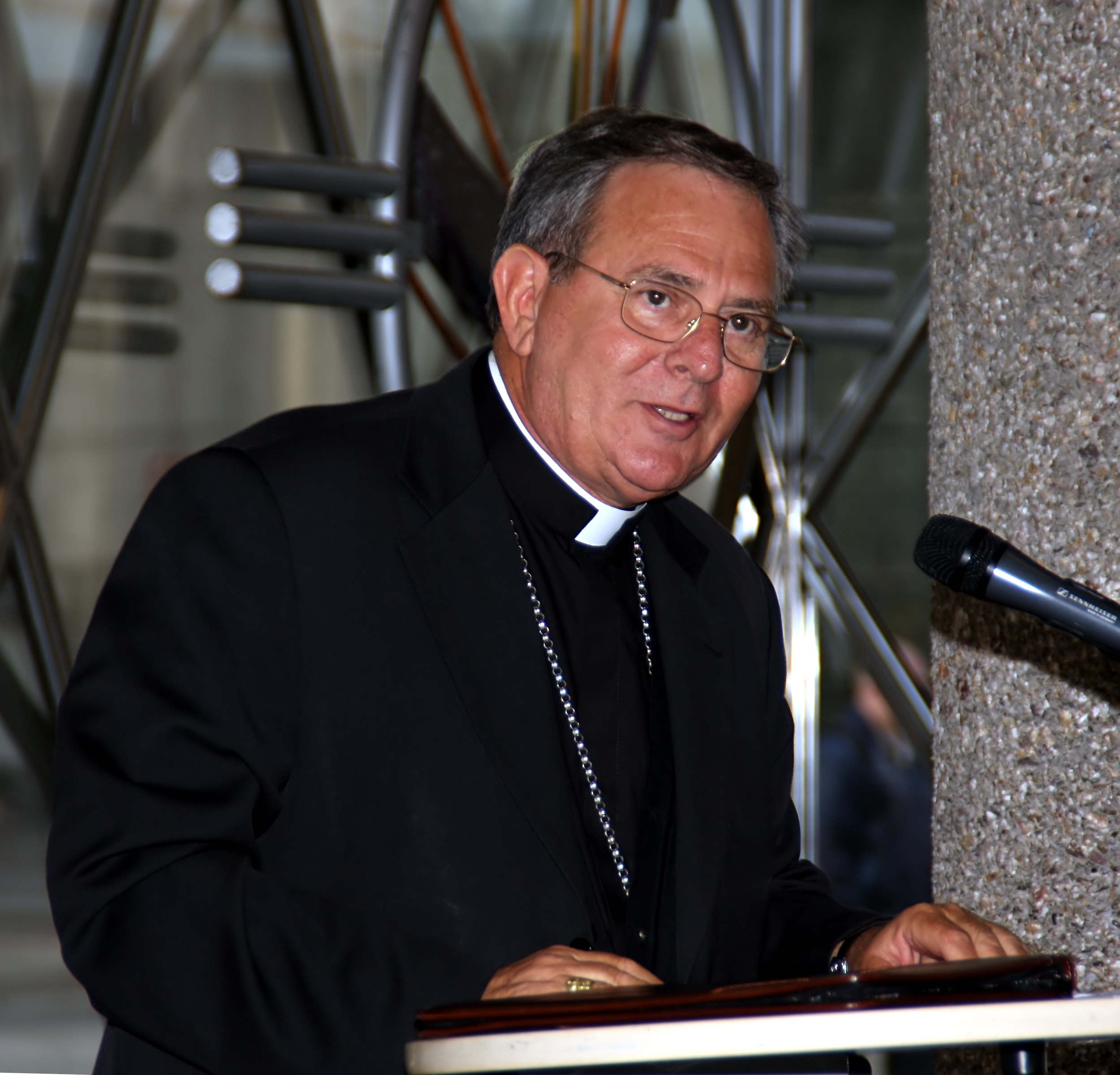
Luigi Padovese (1947–2010)

### Padr
- Padrão, Ana (* 1967), portugiesische Schauspielerin
- Padrault, Pierre (1904–1971), französischer Autorennfahrer
- Padrino López, Vladimir (* 1963), venezolanischer Verteidigungsminister
- Padrino, Kelvis (* 1997), venezolanischer Sprinter
- Padrnos, Pavel (* 1970), tschechischer Radrennfahrer
- Padrón Sánchez, Diego (* 1939), venezolanischer Geistlicher, emeritierter römisch-katholischer Erzbischof von Cumaná
- Padrón, Eliecer, kubanischer Radrennfahrer
- Padrón, Juan (1947–2020), kubanischer Animationsfilmregisseur
- Padrón, Julián (1910–1954), venezolanischer Schriftsteller, Journalist und Rechtsanwalt
- Padrón, Melissa (* 2003), kubanische Sprinterin
- Padrón, Wilismar (* 2004), venezolanische Sprinterin
- Padrós, Jaime (1926–2007), katalanischer Pianist und Komponist
- Padrós, Matilde (1873–1937), erste Universitätsstudentin Spaniens
- Padrun, Mathias (1809–1891), Schweizer Lehrer und Schulinspektor in Russland
- Padrutt, Hanspeter (* 1939), Schweizer Psychiater, Psychotherapeut und Schriftsteller
- Padrutt, Willy (1928–2022), Schweizer Jurist

### Pads
- Padschywalau, Aljaksandr (* 1996), belarussischer Handballspieler

### Padt
- Padt, Sergio (* 1990), niederländischer Fußballspieler
- Padtberg, Louis von (1810–1873), deutscher Rittergutsbesitzer und Politiker

### Padu
- Pádua Lima, Elba de (1915–1984), brasilianischer Fußballspieler und -trainer
- Pádua, Guilherme de (1969–2022), brasilianischer Schauspieler
- Pádua, Maria Tereza Jorge (* 1943), brasilianische Ökologin und Umweltschützerin
- Pádua, Newton (1894–1966), brasilianischer Komponist
- Padua, Paul Mathias (1903–1981), deutscher Maler
- Padua, Sydney (* 1971), kanadische Trickfilmzeichnerin, VFX Künstlerin und Comicautorin
- Paduano, Alessandro († 1596), italienischer Maler
- Paduart, Ivan (* 1966), belgischer Jazzpianist, Keyboarder und Komponist
- Paduch, Arno (* 1965), deutscher Zinkenist, Dirigent und Musikwissenschaftler
- Paduch, Walter (1931–2023), deutscher Offizier der NVA
- Paduka Hj Abdul Salam Momin (* 1961), bruneiischer Diplomat
- Padukone, Deepika (* 1986), indische Bollywood-SchauspielerinDeepika Padukone (* 1986)

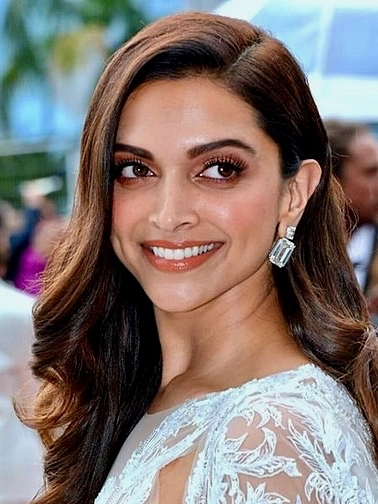
Deepika Padukone (* 1986)

- Padukone, Prakash (* 1955), indischer Badmintonspieler
- Padula, Andrea (* 1996), italienisch-rumänischer Fußballspieler
- Padula, José Luis (1893–1945), argentinischer Bandleader, Tangogitarrist, -pianist und -komponist
- Padun, Mark (* 1996), ukrainischer Radrennfahrer
- Padungsak Phothinak (* 1992), thailändischer Fußballspieler
- Padura, Leonardo (* 1955), kubanischer Schriftsteller und Journalist
- Pădurariu, Ioana-Smaranda (* 1987), rumänische Schachspielerin
- Pădurariu, Maria (* 1970), rumänische Ruderin
- Paduretu, Eric (* 1999), deutscher Volleyballspieler
- Paduretu, Mihai (* 1967), deutscher Volleyballtrainer
- Pădurețu, Răzvan (* 1981), rumänischer Fußballspieler
- Padutsch, Johann (* 1955), österreichischer Politiker (Grüne), Stadtrat in Salzburg
- Padutsch, Tanja (* 1993), deutsche Handballspielerin